# Flughafen Kabul

i7
i11
i13
Der Flughafen Kabul (paschtunisch د کابل نړيوال هوايي ډگر, persisch میدان هوایی بین‌المللی کابل, englisch Kabul International Airport, IATA-Code: KBL, ICAO-Code: OAKB) ist der internationale Flughafen der afghanischen Hauptstadt Kabul. Er befindet sich fünf Kilometer vom Stadtzentrum entfernt und liegt auf einer Höhe von fast 1800 m über dem Meeresspiegel.
Neben dem zivilen Luftverkehr war der militärische Teil des Flughafens bis einschließlich August 2021 von den Vereinigten Staaten im Rahmen der Operation Enduring Freedom und von anderen Mitgliedsstaaten der NATO im Rahmen des RS-Mandats als Militärflugplatz genutzt worden.
Der Flugplatz führte ursprünglich den Namen Khwaja Rawash Flughafen, nach dem Gebiet Khwaja Rawash, in dem er erbaut wurde. 1960, als die Sowjetunion einen Terminal und eine Betonpiste baute, nannte man ihn um in Flughafen Kabul. Von 2014 bis 2021 trug er den Namen Hamid Karzai International Airport, zu Ehren des ehemaligen Präsidenten Hamid Karsai. Nachdem die Taliban im Jahr 2021 wieder an die Macht gekommen waren, wurde der Name wieder in Kabul International Airport geändert.

## Geschichte
Der Flughafen Kabul wurde Anfang der 1960er Jahre gebaut und Mitte der 1960er Jahre mit den modernsten Abfertigungsgebäuden der Region ausgestattet. Damals war Kabul das Tor für viele westliche Touristen zu dem zu dieser Zeit aufstrebenden Land. In den 1970er Jahren gab es sogar Direktverbindungen nach Frankfurt und London mit DC-10 durch die Ariana. Mit der sowjetischen Besetzung Afghanistans 1979 wurde der Flughafen fast vollständig zum Militärflugplatz. Auch nach Abzug der Roten Armee 1989 war durch die Herrschaft von Privatmilizen und Taliban kaum an eine zivile Nutzung zu denken. Im Oktober 2001 bombardierten die US-Streitkräfte den Flughafen, wobei viele Militärflugzeuge zerstört wurden. Der Flughafen wurde erst 2002 wieder für den Flugverkehr geöffnet. Die Friedenstruppe ISAF war bis 2014 für die Sicherheit des Flugbetriebs zuständig. Die Weltbank und andere finanzierten den Ausbau; die deutsche Polizei bildete Grenzpolizisten aus, die später die Sicherung des Flughafens übernehmen sollten. 2004 war die Entfernung von Minen und die Errichtung eines zehn Kilometer langen Zaunes um das Flughafengelände geplant.
Der gesamte computerbasierte Geschäftsverkehr des Flughafens sowie der Ariana Afghan Airlines wurde im Rechenzentrum der süddeutschen Firma ASS.TEC GmbH abgewickelt.
Ariana bediente Frankfurt bis Juli 2006 im Linienverkehr. Dann folgte ein Bann der deutschen Luftfahrtbehörden wegen technischer Mängel („black list“). Zwischenzeitlich flog die deutsche Eagle Aviation im Subcharter für Ariana.
Der ehemalige Präsident von Afghanistan, Hamid Karzai, eröffnete 7. November 2008 ein neues Abfertigungsgebäude für den Flughafen. Das neue Terminal für 35 Millionen US-Dollar ist ein Geschenk Japans. Das alte Abfertigungsgebäude war in den Jahrzehnten des Krieges schwer beschädigt worden.
Der Flughafen wurde im Oktober 2014 umbenannt in Hamid Karzai International Airport, nach dem gleichnamigen ehemaligen Präsidenten von Afghanistan. Nach Auflösung der ISAF wurde der Flughafen durch die ACAA (Afghanistan Civil Aviation Authority) betrieben. Die ACAA wurde aus dem vorherigen Ministry of Transport and Civil Aviation (MoTCA) herausgelöst und bildete eine eigenständige Zivilluftfahrtbehörde.
Mitte August 2021 ließ die NATO den zivilen Flugverkehr am Flughafen einstellen, nachdem die Taliban nach ihrem landesweiten Vormarsch auch Kabul eingenommen hatten. Insgesamt mehr als achttausend Soldaten von Streitkräften mehrerer Staaten wurden im Rahmen der internationalen Evakuierungsmission eingesetzt und über 100.000 Menschen aus Afghanistan ausgeflogen. Bis zur Evakuierung hatten die türkischen Streitkräfte die Sicherung des Flughafens während des Krieges in Afghanistan inne.
Nachdem die letzte US-Militärmaschine am 30. August 2021 den Flughafen verlassen hatte, übernahmen die Taliban auch den militärischen Teil des Flughafens. Im Anschluss daran erfolgte Anfang September 2021 eine Reparatur der Startbahn und eine Wiedereröffnung für den Flugbetrieb. Inlandsflüge in die Städte Masar-e Scharif und Kandahar wurden wieder aufgenommen. Katar und die Türkei arbeiteten mit den Taliban an einer Wiederinbetriebnahme des Flughafens.

## Zwischenfälle
- Am 2. Januar 1962 verunglückte eine Douglas DC-3/C-47-DL der Iran Air (Luftfahrzeugkennzeichen EP-ABB) beim Start vom Flughafen Kabul. Der Propeller Nr. 1 überdrehte, das Flugzeug drehte in Richtung der Betonsockel dreier Landebahnlampen und nach dem Abheben weiter in Richtung Terminal. Der Kapitän versuchte, diesem auszuweichen, wobei die linke Tragfläche etwa 100 Meter von der Landebahn entfernt den Boden berührte und die Maschine abstürzte. Beide Piloten, die einzigen Insassen auf dem Frachtflug, überlebten den Unfall.[10]

- Am 19. März 1998 wurde eine Boeing 727-228 der Ariana Afghan Airlines (YA-FAZ) im Anflug auf den Flughafen Kabul 15 Kilometer südlich des Zielflughafens in den Berg Shakh-e Barantay geflogen. Die Maschine war auf dem Weg von Schardscha (Vereinigte Arabische Emirate) über Kandahar nach Kabul. Bei diesem CFIT (Controlled flight into terrain) wurden alle 45 Menschen an Bord getötet.[11]

- Am 3. Februar 2005 konnte eine aus Herat kommende Boeing 737-200 der afghanischen Kam Air, betrieben von der kirgisischen Phoenix Aviation (EX-037), wegen eines Schneesturmes nicht wie geplant in Kabul landen. Sie wurde rund 30 Kilometer östlich in die Berge geflogen und erst zwei Tage später gefunden. Durch diesen CFIT (Controlled flight into terrain) wurden alle 105 Menschen an Bord getötet (siehe auch Kam-Air-Flug 904).[12]

- Am 16. August 2021 versuchte eine große Zahl Einheimischer die Flucht in Zusammenhang mit der Evakuierung von diplomatischen Mitarbeitern, Ortskräften und ausländischen Bürgern, indem sie sich an Militärtransportern festhielten, während diese zur Startposition rollten.[13][14] Dabei starben mehrere Menschen. Der Flugverkehr wurde zeitweise unterbrochen; US-Soldaten sicherten die Landebahn.[15] Auch an den folgenden Tagen hielten sich Tausende infolge der Eroberung Kabuls durch die Taliban auf dem Flughafengelände auf, in der Hoffnung ausgeflogen zu werden. Nach Angaben des US-Nachrichtensenders CNN unter Berufung auf eine ungenannte „informierte Quelle“ hielten sich mit Stand vom 21. August 2021 etwa 14.000 Menschen am Flughafen auf.[16][17]

- Am 23. August 2021 um 4:13 Uhr attackierten Unbekannte das Nord-Tor der Flughafens. US-Soldaten und Bundeswehr-Soldaten griffen in das Gefecht ein. Beim Gefecht wurden ein afghanischer Soldat getötet und drei weitere verwundet.[18]
- Am 26. August 2021 wurde ein Terroranschlag während der internationalen Evakuierungsmission verübt. Dabei starben mindestens 100 Menschen. Mindestens 200 weitere Personen wurden verletzt. Unter den Todesopfern befinden sich auch 13 US-Soldaten.[19]

- Am Morgen des 30. August 2021 wurden mindestens fünf Raketen in Richtung des Flughafens abgefeuert. Drei der Raketen landeten außerhalb des Flughafens. Eine anfliegende Rakete wurde durch ein US-Raketenabwehrsystem zerstört und eine traf das Flughafengelände ohne Gefahr für Personal. Der ISIS-K reklamierte einen Angriff mit sechs Raketen des Typs Katjuscha für sich.[20]